# LoanDepot Park
O LoanDepot Park (antigo Marlins Park) é um estádio localizado em Miami, Flórida. É a casa do Miami Marlins, equipe profissional de beisebol que compete na Major League Baseball (MLB). Está localizado nos 17 acres do antigo Miami Orange Bowl em Pequena Havana, a cerca de 2 milhas (3 km) a oeste de Downtown Miami. A construção foi concluída em março de 2012, a tempo para a temporada de 2012 da MLB.